# Кареловщина
Кареловщина — деревня в Гдовском районе Псковской области России. Входит в состав Плесновской волости.

## География
Деревня находится в северной части Псковской области, в зоне хвойно-широколиственных лесов, на юго-восточном берегу озера Белого, на расстоянии примерно 33 километров (по прямой) к северо-востоку от города Гдова, административного центра района. Абсолютная высота — 78 метров над уровнем моря.

### Климат
Климат характеризуется как умеренно континентальный, с относительно коротким тёплым летом и продолжительной, как правило, снежной зимой. Средняя многолетняя температура самого холодного месяца (января) составляет −8°С, температура самого тёплого (июля) — +17,4°С. Среднегодовое количество осадков — 684 мм.

### Часовой пояс
Деревня Кареловщина, как и вся Псковская область, находится в часовой зоне МСК (московское время). Смещение применяемого времени относительно UTC составляет +3:00.

## История
В прошлом Кареловщина была относительно крупной деревней Гдовского уезда Санкт-Петербургской губернии, в 1830-х годах она состояла из 26 дворов.
По X ревизии 1858 года здесь проживало 186 человек (91 мужчина и 95 женщин).
По данным подворной переписи в 1882 году в деревне Кореловщина Кореловщинского сельского общества Язвинской волости того же уезда проживало 175 крестьян-собственников (83 мужчины, 92 женщины) в 38 семьях (из них 27 семей имели дом и землю, 8 семей — только дом, 1 мужчина был бездомным, но с землёй, ещё 2 семьи — бездомными и безземельными). Грамотных было 19 мужчин. Надельной земли было 11,7 десятин усадьбы, 144 десятины пашни и 347,4 — прочей удобной земли (в том числе 13,6 десятин полученной безвозмездно), а также 30,8 десятин неудобной земли; также 15 домохозяйств арендовали 13 десятин земли на стороне. Количество посева составляло 457 мер ржи, 422 меры овса, 215 мер картофеля, 176 — ячменя, 35 мер льна и 15 мер других растений (гречи и пшеницы). С надельных лугов собирали 7850 пудов сена, а с арендованных и купленных — ещё 105. Из скота имелось 29 лошадей и 9 жеребят, 39 коров и 16 телят, а также 16 овец. Имелось 45 изб и другие строения. 34 семьи занимались промыслами, в том числе 20 — сельскохозяйственными работами, 14 — фабрично-заводской деятельностью, 6 — личными услугами, 5 — торговлей, также занимались другими промыслами.
Перед началом Великой Отечественной войны в деревне имелось 34 двора.
После войны население деревни постепенно сокращалось — в 1980-х годах имелось лишь 6 дворов.
По состоянию на 2010-е оставался лишь один заброшенный дом.

## Население
| 2001 | 2002 | 2010 |
| ---- | ---- | ---- |
| 0    | ↗1   | →1   |

Согласно результатам переписи 2002 года, в национальной структуре населения русские составляли 100 %.

## Известные жители
- Боскин, Михаил Васильевич (1875—1930) — художник.